# Monstera xanthospatha
Monstera xanthospatha Madison – gatunek wieloletnich, wiecznie zielonych pnączy z rodziny obrazkowatych, pochodzący z Kolumbii, zasiedlający lasy deszczowe strefy równikowej.